# Adri van Houwelingen

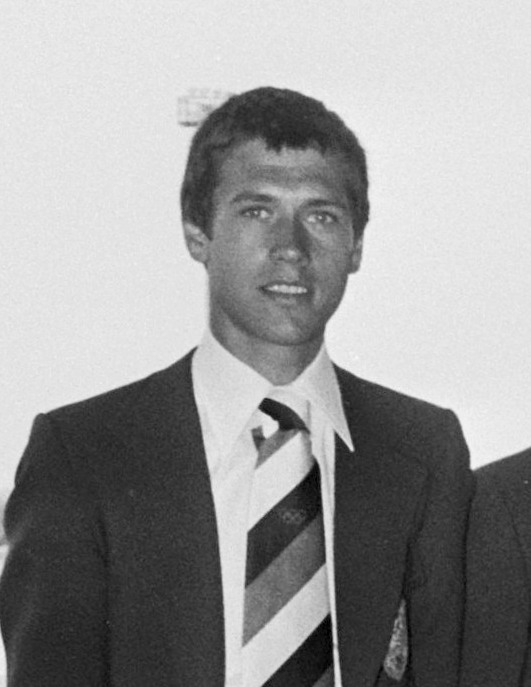
Adri van Houwelingen 1976

Adrianus „Adri“ van Houwelingen (* 27. Oktober 1953 in Heesselt (Provinz Gelderland)) ist ein ehemaliger niederländischer Radrennfahrer und Sportlicher Leiter.

## Sportliche Laufbahn
Adri van Houwelingen war Straßenradsportler. Als Amateur siegte er 1974 im Eintagesrennen Ronde van Midden-Nederland, 1975 wurde er Zweiter hinter Michel Jacobs. Das Etappenrennen Ronde van Noord-Holland gewann er 1976 mit zwei Etappensiegen. Dazu kam ein Etappenerfolg in der Olympia’s Tour. 1976 war er Teilnehmer der Olympischen Sommerspiele in Mexiko-Stadt. Im Mannschaftszeitfahren kam der niederländische Vierer mit Arie Hassink, Frits Pirard, Adri van Houwelingen und Alfons van Katwijk auf den 17. Platz.
1979 wurde er Berufsfahrer im Radsportteam Lano-Boule d’Or und blieb bis 1987 als Radprofi aktiv. In seiner ersten Saison als Radprofi holte er einen Etappensieg in der Vuelta a España. 1982 war er auf der 18. Etappe der Tour de France erfolgreich. 1981 gewann er den Prolog der Ronde van Nederland, 1983 holte er den Gesamtsieg in der Rundfahrt. 1985 wurde er Dritter des Rennens. 1985 gewann er eine Etappe im Tirreno–Adriatico. Seinen letzten Sieg als Profi holte er 1986 bei einem Kriterium in Helden.
Er bestritt alle Grand Tours.
| Grand Tour            | 1979 | 1980 | 1981 | 1982 | 1983 | 1984 | 1985 | 1986 |
| --------------------- | ---- | ---- | ---- | ---- | ---- | ---- | ---- | ---- |
| Vuelta a EspañaVuelta | 48   | –    | –    | –    | –    | –    | –    | –    |
| Giro d’ItaliaGiro     | –    | DNF  | –    | –    | –    | –    | –    | 93   |
| Tour de FranceTour    | –    | –    | 81   | 40   | –    | DNF  | 88   | –    |

## Berufliches
Nach seiner aktiven Karriere wurde er Sportlicher Leiter, unter anderem beim Team Rabobank.

## Familiäres
Sein jüngerer Bruder Jan van Houwelingen war ebenfalls Radprofi und Weltmeister im Radsport.